# Diáspora armenia en España
Alrededor de 40 000 armenios viven en España, localizados sobre todo en la Comunidad Valenciana, Cataluña y Madrid.
La mayoría de los armenios en España pertenecen a la Iglesia Apostólica Armenia.

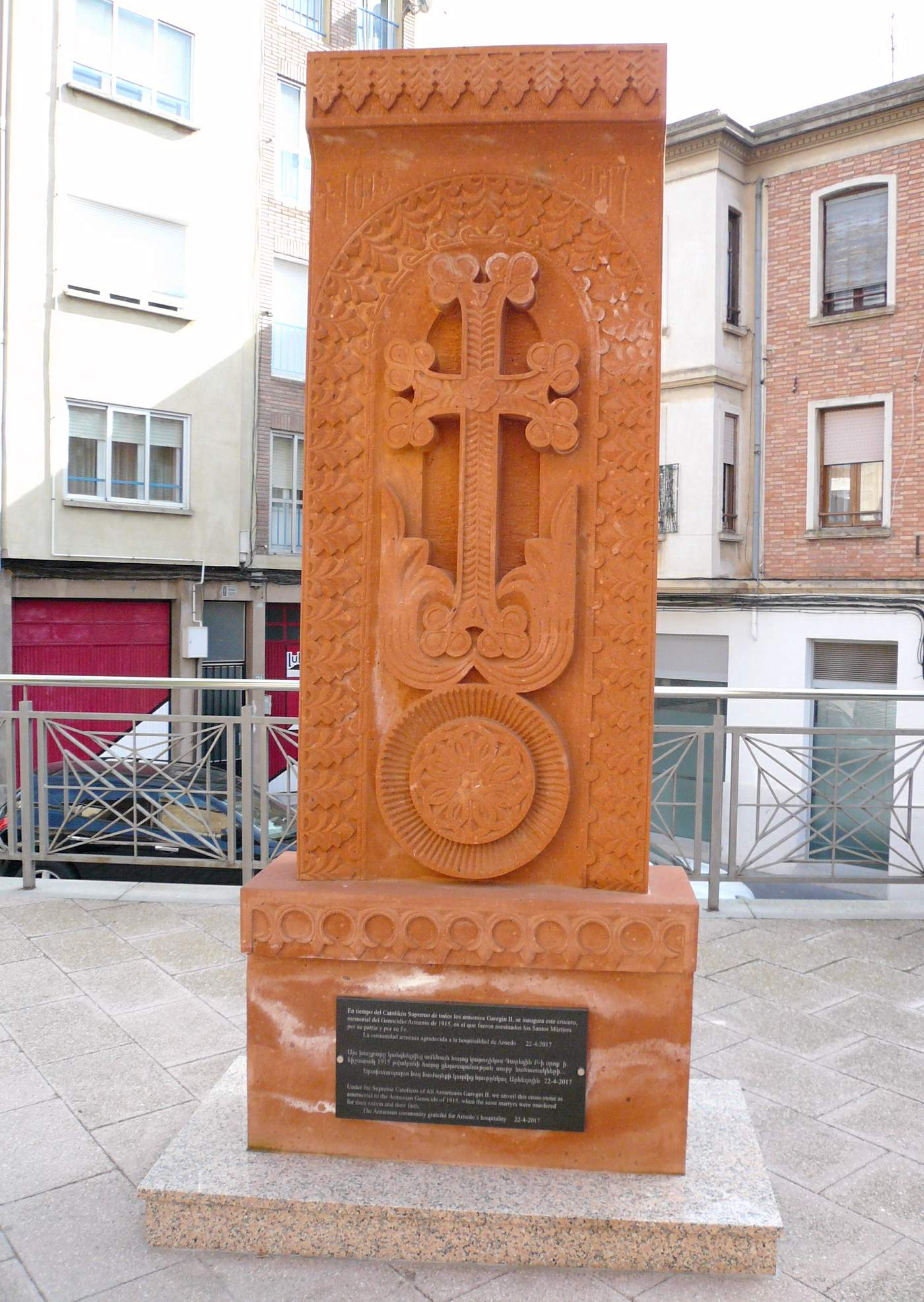
Crucero-memorial del Genocidio Armenio en Arnedo

## sigloXIV
León V de Cilicia había sido hecho prisionero por los mamelucos en 1375 hasta que Juan I de Castilla decidió pagar su liberación en 1382. El recién liberado monarca recibió del monarca castellano el señorío de Madrid, Andújar y Villarreal (actualmente con el nombre de Ciudad Real) además de 150000 maravedíes de pensión.
A raíz de protestas de los ciudadanos de Madrid en 1388, el gobierno de León V de Madrid terminó cuando las Cortes castellanas durante el reinado de Enrique III al mando revocaron la donación de Juan I.

## sigloXVI
Comerciantes armenios residieron en el sur de España en esta época.

## sigloXVII
Tres comerciantes armenios se afincaron en Cádiz en 1670 y se convirtieron al catolicismo.

## sigloXXyXXI
Desde los años 1990, muchos hispanoamericanos de origen armenio (Argentina y Uruguay) se han trasladado a España por las distintas crisis económicas de dichos países. Como se ha señalado, los hispanoamericanos de origen armenio eran argentinos y uruguayos, porque en esos países latinoamericanos hay una importante colonia Armenia, aunque en otras naciones de la región residen comunidades armenias.

## Cifras oficiales
La mayor parte de la inmigración armenia en España es reciente y data de los últimos 10-15 años.
Los datos sobre la inmigración armenia son recientes dado que su embajada se abrió en Madrid el 2010.
En 2022 se relevaron un total de 12 154 armenios empadronados en España.

## Asociaciones
- Asociación Armenia de Andalucía en Torremolinos (Málaga).[10]
- Asociación de armenios de Arnedo[11] en Arnedo.

## Educación
Hay varios colegios armenios en España: el Colegio Armenio de Madrid Mesrop Mashtots y el Colegio Armenio de Mislata (Valencia).

## Religión
En 2010, en Calonge se abrió al público la primera iglesia armenia de España
Muchos armenios en España acuden a templos ortodoxos sean de confesión Griega o Rusa, y es frecuente el matrimonio entre miembros de estas comunidades.